# Kotick
Pour les articles homonymes, voir Kotick (homonymie).
Le Kotick est un cotre de Carantec typique d'avant guerre construit en 1931 au chantier Eugène Moguérou à Carantec.
Kotick fait l'objet d'un classement au titre des monuments historiques depuis le 29 novembre 2011.

## Histoire
Ce bateau de plaisance a été construit sur un plan de Victor Brix à l'identique des cotres de pêche de l'époque. Il a navigué pour son premier propriétaire, Monsieur Cyprien Le Foll de Trébeurden jusqu'en 1950.
Il est ensuite donné à M. Leborey de Ploumanac'h qui l'utilise pour de la petite croisière jusqu'en 1987 à partir du mouillage de Saint-Guirec. Il est ensuite cédé à une association de Ploumanac'h qui le maintient en état jusqu'au premier rassemblement de Brest en 1992.
Délaissé pendant quelques années l'association Ar Jentilez le rachète en 1996 et effectue sa rénovation. Il est remis à l'eau en juillet 2001, l'année de son classement au patrimoine maritime des Monuments historiques.